# Juice Express
Die Juice Express ist ein Kühlschiff der niederländische Kühlschiffsreederei Seatrade, das für den Transport von gefrorenem und gekühltem Orangensaft gebaut wurde.

## Geschichte
Das Neubauprojekt Juice Express wurde 2014 ausgeschrieben. Das Schiff wurde nach den Plänen von Groot Ship Design aus den Niederlanden von der Guangxin Shipbuilding & Heavy Industry in China gebaut. Der Stapellauf erfolgte am 6. Mai 2017. Das Schiff wurde am 12. März 2018 getauft und abgeliefert. Es ersetzt die 1979 von der norwegischen Werft Vard Brattvaag gelieferte Joint Frost (2.595 BRZ, 2.850 dwt), die von Seatrade seit Mitte der 1990er-Jahre für den Transport von Orangensaftkonzentrat in erster Linie zwischen Costa Rica und dem US-Bundesstaat Florida eingesetzt wurde.

## Schiffsbeschreibung
Die Juice Express ist mit 100 m Länge und 15,4 m Breite bei 8,75 m Seitenhöhe mit 4364 BRZ vermessen und hat eine Tragfähigkeit von 4600 dwt.
Mit dem Einsatz von CFD (Computational Fluid Dynamics) zur Optimierung der Rumpfform des Unterwasserschiffes im Entwurf folgten Modellversuche bei der Modellversuchsanstalt MARIN in Wageningen. Zu den Besonderheiten des Schiffes gehört ein von Groot optimierter Cross-Bow, der kraftstoffsparend wirkt und außerdem das Verhalten im starken Seegang verbessert. Die in mehreren Schritten verbesserte Unterwasserschiffsform in Verbindung mit dem Verstellpropeller mit optimiertem Durchmesser führte dazu, dass die Juice Express fast doppelt so viel Ladung aufnehmen kann wie die Joint Frost und bei gleicher Geschwindigkeit einen vergleichbarem Treibstoffverbrauch aufweist. Daher wurde der von der IMO geforderte Energy Efficiency Design Index (EEDI) um rund 20 % übertroffen.
Der Viertakt-Dieselmotor vom Typ MAK 8M25C TII, der als Hauptmotor eine Nennleistung von 2665 kW hat, treibt einen Verstellpropeller an. Mit der Nenndrehzahl von 100/min erreicht die Juice Express eine Geschwindigkeit von 11 kn. Ein Wellengenerator und drei Hilfsdieselgeneratoren mit je 320 kW dienen zur Stromversorgung. Das Schiff ist mit einer Querstrahlsteueranlage ausgestattet.

## Ladung und Ladungsbehandlung
Drei der vier Kühlladeräume (Raum 1, 2, 4) sind isoliert und werden auf der Lade- und Ballastreise bei Minusgraden gehalten. Sie sind mit Edelstahltanks zur Aufnahme von insgesamt 2346 m³ gefrorenem Saftkonzentrat ausgestattet. Raum 1 und 2 sind mit Schotten unterteilt, so dass hier verschiedene Temperaturen der Tanks möglich sind. Laderaum Nr. 3 ist ein boxenförmiger Laderaum, der ebenfalls gekühlt werden kann. Er bietet Raum für 15 Kühlcontainer oder konventionelle Kühlladungen. Alternativ können hier auch Trockenladungen und Container geladen werden. Weitere Container finden auf dem rund 900 m² großen Deck Platz. Hier sind 58 Anschlüsse für Kühlcontainer vorhanden. Die Lukendeckel für den Laderaum 3 wurden für den Transport von Containern verstärkt. Ein auf der Steuerbordseite angeordneter Kran dient zum Umschlag von Trockenladungen und der Container.
Zur Vermeidung der Oxidation der Ladung und zur Reinhaltung der leeren Tanks wurde ein Stickstoffsystem installiert. Damit können alle zwölf Tanks inertisiert werden. Zum Laden und Löschen ermöglicht eine Pendelleitung das Zuführen und Abführen von Stickstoff von und an Land. Der schiffseigene Stickstoffgenerator hat eine Kapazität von 250 m³ pro Stunde bei einer Konzentration von 99 % Stickstoff.